# Orbitalna brzina
Orbitalna brzina ili obodna brzina (znak: v) je brzina gibanja neke materijalne točke (čestice ili nebeskog tijela) ili dijela tijela koje se vrti na nekoj udaljenosti od osi vrtnje (rotacije). Smjer orbitalne brzine neprekidno se mijenja, a uvijek je okomit na os vrtnje i polumjer putanje, tj. vektorski je produkt kutne brzine ω i radijus-vektora (provodnica) r : v = ω ∙ r. Pri jednolikom kruženju (jednoliko gibanje po kružnici) iznos orbitalne brzine može se računati kao količnik opsega kružnice 2πr i perioda T : v = 2πr/T. Mjerna jedinica orbitalne brzine je metar u sekundi (m/s). Orbitalna je brzina neke točke na Zemljinu ekvatoru 465,1 m/s, orbitalna je brzina Mjeseca oko Zemlje od 1,08 do 0,97 km/s, a Zemlje oko Sunca 29,78 km/s.
Brzina kruženja vk ili prva kozmička brzina je orbitalna brzina nebeskog tijela u putanji. Ako je planetarna putanja tijela kružna, brzina kruženja je stalna i dade se izračunati po jednadžbi:
{\displaystyle v_{k}={\sqrt {\frac {G\cdot M}{r}}}}
gdje je:
- G - univerzalna gravitacijska konstanta koja otprilike iznosi 6,67428 × 10−11 N m2 kg−2,
- M - masa izvora gravitacijskog polja (kg),
- r - polumjer orbite ili ili planetarne putanje (m).

Nebesko tijelo koji se giba brže od brzine kruženja ulazi u eliptičnu orbitu. Brzina tijela u bilo kojoj točki se računa po Keplerovim zakonima planetnog gibanja. Nebesko tijelo koje dostigne brzinu oslobađanja ili drugu kozmičku brzinu napušta gravitacijsko polje u paraboličnoj putanji, dok se tijelo koje putuje brže od brzine oslobađanja udaljava hiperboličnom putanjom. 

## Kruženje satelita
Isaac Newton je shvatio da je kružno gibanje sastavljeno od dviju komponenti, od gibanja stalnom brzinom po pravcu i od jednoliko ubrzanog gibanja sa smjerom prema središtu kruženja. Kad ne bi bilo privlačenja, tijelo bi jednolikom brzinom vk odmicalo po pravcu i za vrijeme t prešlo put vk∙t. No istodobno, zbog gravitacijskog privlačenja, tijelo pada prema centru i u tom padu, u vrijeme t, prevali put gt2/2. Ako tijelo ipak ostaje na kružnici, mora biti da ono u vrijeme t za toliko odmakne od kružnice za koliko ujedno i padne na kružnicu! Taj proces prisutan je na svakom mjestu kružnice, na svakom ma kako malom odsječku puta. Ako bi brzina gibanja v bila manja od brzine kruženja vk, to tijelo bi zbog slobodnog pada prišlo centru Zemlje više nego što bi se u jednolikom gibanju po pravcu od nje odmaknulo, pa bi tako prelazilo s kružnice većeg polumjera na kružnicu manjeg polumjera, te bi u spirali napokon palo na Zemlju.
Prisilimo li neko tijelo da se na vrtuljku giba brzinom v, tada ono u smjeru prema centru ima ubrzanje g (centripetalno ubrzanje). Između brzine gibanja v po kružnoj stazi polumjera r i centripetalne akceleracije g postoji veza:
{\displaystyle g={\frac {v^{2}}{r}}}
Giba li se tijelo po kružnici i pojačamo li centripetalnu silu, porast će i ubrzanje i brzina. No ako je sila privlačenja gravitacijska, a u centru gibanja nalazi se masa M, tada je centripetalna akceleracija posve određena i jednaka izrazu:
{\displaystyle g=G\cdot {\frac {M}{r^{2}}}\ }
Tim uvjetom se za dani polumjer staze od svih mogućih centripetalnih ubrzanja odabire samo jedno ubrzanje (akceleracija), a njoj odgovara samo jedna, posve određena brzina. Izjednačavanjem gornjih dvaju izraza, dobivamo:
{\displaystyle v=v_{k}={\sqrt {\frac {G\cdot M}{r}}}}
Za Zemlju (M = 6 ∙1024 kg) brzina kruženja ili orbitalna brzina na samoj površini (r = 6 378 km) iznosila bi 7 910 m/s ili 7,91 km/s. Ta se brzina naziva i prvom kozmičkom brzinom. Na svakoj drugoj razini iznad površine Zemlje brzina kruženja ima drugu vrijednost.

### Gibanje umjetnih satelita
Umjetni sateliti se lansiraju u putanje koje imaju različite ekscentricitete. Brzina kojom se gibaju ovisi o položaju na putanji. Na većim udaljenostima od Zemlje brzina kruženja vk manja je od 7.9 km/s. Na slici je nekoliko oblika putanje satelita koji prolaze točkom koja je na nekoj visini od površini Zemlje. Točka najbliža Zemlji na toj putanji zove se perigej, a točka najveće udaljenosti apogej. Putanja C je kružnica i satelit se giba sa stalnom brzinom, s brzinom kruženja za tu daljinu. Staza D je eliptična. S približavanjem perigeju satelit postiže najveću brzinu, koja je veća od brzine kruženja na tom mjestu; da je jednaka brzini kruženja, satelit bi se gibao kružnicom. Eliptičnu putanju D ima umjetni satelit koji se giba brzinom većom od brzine kruženja, a manjom od brzine oslobađanja. 
Po nekim osobinama gibanje umjetnih satelita razlikuje se od gibanja prirodnih satelita. Najveća je razlika u tome što je masa umjetnih satelita sasvim zanemariva prema masi Zemlje. Osim Zemlje, na putanju satelita utječu i Mjesec i Sunce. Zato se satelit giba u složenom gravitacijskom polju. Ni sama Zemlja nema jednostavno gravitacijsko polje kakvo ima točkasta masa jer je spljoštena na polovima, odnosno ispupčena na ekvatoru, a osim toga, unutar već složenog oblika, materija nije jednoliko raspoređena. Mase su različito raspoređene u području mora i kopna. Veću gustoću imaju slojevi tla koji se nalaze ispod oceana, manju slojevi ispod kopna. Putanja satelita stalno se poremećuje, neprestano se mijenjaju orbitalni elementi satelita, te se ta poremećenja upravo dadu iskoristiti da bi se ocijenio oblik Zemlje i raspored masa. Podaci dobiveni nakon analize gibanja satelita nadopunjuju podatke dobivene neposrednim geodetskim premjerima Zemlje i gravimetrijskim mjerenjima (mjerenjima ubrzanja sile teže).
Drugi uzrok koji dovodi do stalne promjene putanje Zemljina umjetnog satelita je otpor Zemljine atmosfere. Atmosfera postoji i na vrlo velikim visinama, makar i rijetka, pa se njezin utjecaj osjeti nakon nekog vremena. Jasno je da je utjecaj jači u nižim dijelovima putanje, dok je satelit blizu perigeja. Satelit gubi energiju, apogej se približava Zemlji i putanje se zaobljuje. Elipsa prelazi u kružnicu, a čitava se putanja smanjuje i približava Zemlji. Satelit tone sve dublje i spiralno ulazi u gušće dijelove atmosfere gdje izgara, a katkada pokoji njegov dio dospijeva i do tla.

## Obodna brzina
Ako neka točka učini n okretaja u sekundi (oznaka okr/s, 1/s ili s-1), a za vrijeme jednog okreta učini put od 2 ∙ r ∙ π (odnosno d ∙ π, gdje je d - promjer vrtnje), gdje je r - polumjer vrtnje, onda je prijeđeni put te točke 2 ∙ r ∙ π ∙ n, a obodna brzina iznosi:
{\displaystyle v=2\cdot r\cdot \pi \cdot n}
odnosno:
{\displaystyle v=d\cdot \pi \cdot n}
Računamo li broj okretaja u jednoj minuti, koja iznosi 60 sekundi, onda imamo izraze za obodnu brzinu:
{\displaystyle v={\frac {r\cdot \pi \cdot n}{30}}\ }
odnosno:
{\displaystyle v={\frac {d\cdot \pi \cdot n}{60}}\ }
Obodna brzina je brojčano jednaka duljini luka što ga učini točka na obodu kružnice u jednoj sekundi. Ona u svakoj točki ima smjer tangente koji se stalno mijenja, ali joj veličina ostaje ista.